# بوب ماثيسون
بوب ماثيسون (بالإنجليزية: Bob Matheson)‏ هو لاعب كرة قدم أمريكية أمريكي، ولد في 25 نوفمبر 1944 في بون في الولايات المتحدة، وتوفي في 5 سبتمبر 1994 في درم في الولايات المتحدة بسبب لمفوما.

## وصلات خارجية
- بوب ماثيسون على موقع مرجع كرة القدم المحترفة.كوم (الإنجليزية)
- بوب ماثيسون على موقع قاعة كارولاينا الشمالية للمشاهير الرياضية (الإنجليزية)